# Fabián Noguera
Fabián Ariel Noguera (Ramos Mejía, Argentina, 20 de marzo de 1993) es un futbolista argentino. Juega de zaguero en Newell's Old Boys de la Primera División Argentina.

## Trayectoria
Se inició en Infantiles en el club San Lorenzo de Almagro, para luego pasar a formar parte de Inferiores de Club Atlético Nueva Chicago. Con edad de 5.ª división, pasa al Club Atlético Banfield, institución en la que debuta en el año 2012. En el equipo del Sur jugó 98 partidos, entre torneos de B Nacional, Primera División de Argentina y Copa Argentina de fútbol, conquistando 13 goles. En julio de 2016 desembarca en el Santos Futebol Clube de Brasil. En 2018 es cedido a Club Estudiantes de La Plata donde cumple 2 etapas (2018/2021-2022), jugando 100 partidos y marcando 9 goles. Entre ambas etapas, en 2019 juega una ronda en Club Gimnàstic de Tarragona y en la temporada siguiente en Sociedad Deportiva Ponferradina. Desde 2023 defiende los colores de Club Nacional de Football

### Banfield

#### Debut en Banfield
Fabián Noguera debutó profesionalmente en el Club Atlético Banfield, club al que arribó a principios de 2011, con edad de 5.ª división. Rápidamente, fue promovido al plantel de Reserva de dicha institución, donde comenzó a alternar entrenamientos con el plantel profesional. Debutó en la Primera del Club Atlético Banfield en el Torneo de la B Nacional 2012/2013, en el equipo dirigido por Daniel Garnero contra Gimnasia de Jujuy, en la postergada fecha 1 del certamen, marcando su primer gol oficial en ese encuentro. Es un defensor de gran técnica, con muy buena salida y, dada su altura, excelente juego aéreo en ambas áreas.

#### Temporada 2012/13
Luego de su debut frente a Gimnasia de Jujuy, Fabián Noguera comenzó a afianzarse en la defensa del Taladro, ganándose un lugar en el equipo titular y llegando con frecuencia a convertir en el arco rival. En el comienzo de 2013, comenzaría un gran racha goleadora para un defensor, lo que lo haría destacarse entre los centrales de la categoría. Por la fecha 19 del Campeonato de Primera B Nacional 2012-13, en el cierre de la primera rueda, marcaría su segundo tanto, en el empate 2-2 frente a Defensa y Justicia. En la jornada siguiente, nuevamente ante Gimnasia de Jujuy, sería el autor de los dos goles que le dieron el triunfo a su equipo por 2-0 en el Sur bonaerense. Su cosecha de goles en el torneo cerraría con 7 conquistas, marcando ante Deportivo Merlo, Independiente Rivadavia y una vez más ante Defensa y Justicia, terminando como el segundo mayor goleador de Banfield en esa temporada, por detrás de Andrés Chávez. De todas maneras, su equipo finalizó en la cuarta posición, por debajo de Rosario Central, Gimnasia de La Plata y Olimpo de Bahía Blanca, quienes ascendieron a la Primera División de Argentina.

#### Temporada 2013/14
Ya en la siguiente temporada, el objetivo principal del Club Atlético Banfield era el de ir en búsqueda del retorno a la máxima categoría, con Matías Almeyda como DT, quién había llegado al cargo sobre el final de la temporada anterior. En este torneo, Fabián Noguera se afianza como uno de los pilares del equipo, disputando 38 de los 42 encuentros del torneo y aportando nuevamente en ataque, con tres goles. Luego de un gran arranque, el equipo empezó a decaer sobre el cierre de la primera ronda, acumulando cuatro encuentros sin vencer, con dos empates y dos derrotas. La racha negativa se cortó en la fecha 18, en la visita a Villa San Carlos, con un contundente 3-0, donde Noguera abrió la cuenta con una nueva conquista de cabeza. En el comienzo de la segunda ronda, Banfield tuvo una dura prueba ante Club Almirante Brown, equipo que lo sorprendió sobre el inicio del encuentro. Sin embargo, en un recordado final bajo un diluvio, Fabián Noguera fue el encargado de empatar el partido a 6 minutos del final y de darle el triunfo al Taladro con un soberbio cabezazo sobre la hora, lo que terminaría de enderezar el rumbo para continuar como líderes del certamen y encaminarze hacia el objetivo.

#### Ascenso y campeonato con Banfield
El 15/05/14, por la fecha 38 del torneo, ascendió con el Club Atlético Banfield a la Primera División de Argentina, luego del empate 1 a 1 con Douglas Haig de Pergamino, que se puso primero en ventaja gracias a un gol de Esteban Orfano. El Taladro conseguiría el empate y el ascenso con la conquista de Santiago Salcedo de tiro libre. Tres fechas más tarde, luego de vencer por 2-1 a Talleres de Córdoba, el conjunto banfileño se coronaría campeón del Campeonato de Primera B Nacional 2013-14.

#### Transición 2014
El debut absoluto en Primera División de Argentina con el Club Atlético Banfield se dio el 8 de agosto de 2014, en la caída de su equipo por 3-0 ante Club Deportivo Godoy Cruz Antonio Tomba por la 1.ª fecha del Torneo Transición 2014 (Argentina). Entre semana, y por los 16avos de final de la Copa Argentina 2013-14, marcó de chilena, el segundo gol en la victoria por 4-0 ante Quilmes Atlético Club. Afianzado como titular del equipo del Sur, Noguera jugó los siguientes partidos del torneo, hasta que en la quinta fecha, en la derrota 1-0 frente a Arsenal de Sarandi recibió su primera expulsión, por doble amarilla. Regresó a la titularidad en la derrota 1-0 frente a Club Atlético Lanús por la 7.ª jornada del torneo y en la fecha siguiente, sobre el cierre del empate 1-1 frente a Boca Juniors sufrió un esguince de tobillo con rotura ligamentaria. A pesar de eso, tres días más tarde, se infiltró para jugar los Octavos de final de la Copa Argentina 2013-14 frente a Club Atlético Huracán, marcando el primer gol del partido, que finalizó 2-2, con el Globo consiguiendo el pasaje a la siguiente ronda en la definición por penales. Luego de la eliminación, entró en etapa de recuperación, hasta que volvió a la titularidad en la fecha 15 -derrota 1-0 frente a Racing Club. Disputó tres de los últimos cuatro partidos de ese torneo, aunque todavía con molestias en el tobillo afectado. 

#### Campeonato de Primera División 2015
Luego de una recuperación extensa para volver a estar en condiciones físicas y tras algunos sondeos de distintos clubes, como Club Huracán que intentó llevarlo para disputar la Copa Libertadores de América, el AS Monaco FC  y el Évian Thonon Gaillard FC de Francia e incluso Boca Juniors -todas estas desechadas por la dirigencia- Noguera comenzó su cuarta temporada en el club del Sur bonaerense, con la promesa de que Banfield aceptaría una transferencia para no cortarle la carrera.
Durante la primera parte del certamen, el central disputó 10 partidos, en 4 de ellos entrando desde el banco de suplentes y marcó un tanto en la goleada por 3-0 ante Aldosivi. Además, participó del cruce frente a Sol de América (Formosa) por los 32avos de final de la Copa Argentina 2014-15. 
Durante el receso de mitad de año, volvió a ser requerido, en este caso por el Sociedad Deportiva Eibar de España, el Association Sportive de Saint-Étienne y el Hellas Verona Football Club, mientras le quedaba un año de contrato con Banfield. 
Sin embargo, la CD del club volvió a rechazar los requerimientos, para no afectar al equipo en medio de la competición, con la promesa de una transferencia a finales de año. Ante esta situación, el jugador decidió no renovar su contrato, a la espera de lo prometido. En la segunda parte del torneo, disputó sólo 6 de los 15 encuentros, siendo separado del plantel luego de la derrota frente a Club Atlético Tigre por 2-0, como una manera de presionar al jugador para que renueve su vínculo. Ese sería su último partido en la institución, donde completó 98 partidos y marcó 13 goles.

#### Campeonato de Primera División 2016
Noguera, separado del plantel profesional desde octubre de 2015, no viajó a la pretemporada y se entrenó con las divisiones inferiores. En ese momento, tuvo sondeos para sumarse a River Plate y un interés muy fuerte del Club Social y Deportivo Colo-Colo, quien intentó negociar hasta instantes antes de que cierre el libro de pases en Chile. Sin embargo, las negociaciones no llegaron a buen puerto. Hasta que apareció el Santos Futebol Clube dispuesto a llevarse al jugador, para disputar el Campeonato Paulista 2016. Ante la negativa de Banfield de vender al jugador, a quién le quedaban cuatro meses de contrato, el club brasilero firmó un precontrato con el central, para asegurarse el fichaje, que se concretaría en julio de 2016.

### Santos Futebol Club

#### Llegada
En julio de 2016, y luego de quedar libre de Club Atlético Banfield, Fabián Noguera firma un contrato con la institución brasilera por cinco años, es decir, hasta el 30 de junio de 2021.

#### Debut
El 8 de octubre de 2016, luego de tres meses de reacondicionamiento físico, -cuestión que se vio prolongada por un desgarro en el gemelo izquierdo sufrido durante un entrenamiento-, el zaguero argentino debutó en el Peixe, en el marco de un amistoso internacional por los 100 años de Vila Belmiro, enfrentando a Sport Lisboa e Benfica. El defensor ingresó a los 35 minutos del primer tiempo, en reemplazo de David Braz y completó un buen juego, el cual se vio coronado con su primer gol internacional, de cabeza, a los 44 minutos de la segunda parte, para establecer el 1-1 final. De esta manera, el Santos pudo estirar el invicto contra su par portugués, ya que en ocho duelos, el equipo brasilero ganó 6 (dos de ellos, durante el Mundial de Clubes de 1962) y empató los dos restantes.
Su debut oficial llegó 5 días más tarde, cuando reemplazó a Renato a los 40 minutos del segundo tiempo, en la victoria del Santos Futebol Clube frente al São Paulo Futebol Clube por 1-0, en una nueva edición del clásico paulista disputado en el Estadio Pacaembú.
Para cerrar una semana perfecta, el 16 de octubre debutó como titular por la 31.ª jornada del Brasileirao, donde completó los 90 minutos luego de un año y, de cabeza, marcó el gol para que el Santos Futebol Clube iguale 1-1 frente al Grêmio Foot-Ball Porto Alegrense.
Cerró su primer torneo en el fútbol brasilero con 9 partidos jugados, dos goles convertidos, y obteniendo con su equipo la clasificación a la fase de grupos de la Copa Libertadores 2017, además del subcampeonato del Campeonato Brasileño de Fútbol 2016. 
En 2017, Noguera sufrió la falta de consideración del por entonces DT, Dorival Júnior, siendo el único jugador de los inscriptos por Santos en no disputar ni un minuto del Campeonato Paulista 2017. Con el cambio de cuerpo técnico y la llegada de Levir Culpi, volvió a ser tenido en cuenta, alternando partidos como titular y suplente durante el Campeonato Brasileño de Fútbol Serie A 2017. Además, debutó en los torneos internacionales al disputar la Copa Libertadores 2017 donde llegó hasta cuartos de final, siendo eliminados por Barcelona Sporting Club.

### Estudiantes de La Plata
El 22 de enero de 2018 firmó su contrato a préstamo por 12 meses al Club Estudiantes de La Plata. La operación se realizó sin cargo y el contrato contemplaba una opción de compra.
Debutó oficialmente el 29 de enero, ingresando a los 39 minutos del segundo tiempo, en reemplazo de Juan Ferney Otero, en la victoria de Estudiantes frente a Independiente por 2-1 en el Estadio Libertadores de América por la 13.ª fecha de la Superliga Argentina 2017/18. Durante ese torneo, disputa tres partidos, dos como titular.
El martes 7 de agosto, debuta en la Copa Libertadores 2018, al ingresar sobre el final, en la victoria por 2-1 de Estudiantes frente al campeón vigente, Gremio, por la ida de los Octavos de final. Dos semanas después, debuta en la 2.ª fecha de la Superliga Argentina 2018/19, al inicio de la segunda etapa y marca el primer gol en la victoria frente al actual bicampeón Boca Juniors por 2-0.
El sábado 22 de septiembre de 2018, por la fecha 6 de la Superliga Argentina, marca el empate ante Defensa y Justicia en Florencio Varela. El partido se suspende por las inclemencias del tiempo. Logra afianzarse como titular en la defensa del club platense durante la primera mitad del torneo y hasta la finalización de su préstamo, completando 19 partidos jugados -entre Superliga Argentina, Copa Argentina y Copa Libertadores- y dos goles convertidos en Estudiantes de La Plata.

### Gimnàstic de Tarragona
Luego de regresar a Brasil y disputar un amistoso frente al Corinthians, recibe varias ofertas y decide continuar su carrera en Europa. El 22 de enero de 2019, el Gimnàstic de Tarragona oficializó su llegada como cedido hasta final de temporada.
Debutó en el equipo catalán el 27 de enero, en el empate 0-0 frente a Las Palmas. Por su buen desempeño, fue elegido en el 11 ideal de la jornada 23 de la Liga 123, situación que se volvió a repetir en la jornada 38 -victoria del Nastic 2-1 frente al Mallorca Fútbol Club- y en la fecha 41, por su desempeño en el partido que su equipo derrotó como visitante 1-0 al Agrupación Deportiva Alcorcón
Terminó su participación de 5 meses en el club tarragonense con 16 partidos jugados y 3 apariciones en el equipo ideal de la competencia, situación que despertó el interés de varios equipos europeos que buscan contar con sus servicios en la próxima temporada.

### Ponferradina
En agosto de 2019, luego de su primera experiencia europea, es cedido a la Sociedad Deportiva Ponferradina para disputar la Segunda División de España. En el equipo del Bierzo, el defensor comienza como suplente y no obtiene muchas posibilidades de demostrar dentro del campo de juego. Acaba su participación jugando 7 partidos de la liga, siendo titular tan solo en 4 oportunidades y 2 encuentros de la Copa del Rey, en una temporada atípica por la pandemia mundial de COVID-19. Ante la falta de oportunidades y lo irregular del momento, decide finalizar el préstamo con la institución berciana y regresar a Brasil. Una vez resuelta la situación contractual con el Santos Futebol Clube, el jugador termina el vínculo con el club brasilero y decide regresar a la Argentina.

### Estudiantes de La Plata
En enero de 2021 se acuerda su vuelta a Estudiantes de La Plata. Llegó con el pase en su poder y firma un contrato por 18 meses, en su segunda etapa en el club platense. En la primera fecha de la fase de zonas de la Copa de la Liga Profesional 2021, convierte de cabeza en la agonía del partido el gol del triunfo 2-1 frente a River Plate en el Estadio UNO. Mientras que en la penúltima fecha de la fase de zonas de dicha competición, Noguera marcó, también de cabeza, el segundo gol de Estudiantes en su victoria por 2-0 frente a Platense en el Estadio UNO. 
El 2 de agosto de 2021, en la Liga Profesional 2021 convierte su primer gol del campeonato a Arsenal en el Estadio UNO. Estudiantes gana 4 a 0 y Fabián hace el segundo de su equipo.
En la sexta fecha, convierte el gol con el que Estudiantes le ganó a Boca Juniors en el Estadio UNO por 1 a 0.
En uno de los clásicos platenses más infartantes y emocionantes de la historia, el 5 de diciembre de 2021 en el Estadio Juan Carmelo Zerillo, luego de ir perdiendo con su clásico rival por 4 a 2, Noguera en el minuto 78' consigue el tercero y Leandro Díaz conseguiría la igualdad definitiva 4 a 4, lo que le permitió a Estudiantes mantener un invicto de 12 años sin perder con Gimnasia. En la última fecha del Campeonato de Primera División 2021, Estudiantes pierde 3 a 2 con Aldosivi en el Estadio UNO. Fabián Noguera convierte a los 84 minutos el gol del descuento parcial para su equipo.
Ya en 2022, se afianza conformando una gran dupla central con Agustín Rogel participando con buenas actuaciones en las principales competencias que afronta el club, cayendo por penales en cuartos de final de Copa de la Liga Profesional 2022 frente a Asociación Atlética Argentinos Juniors y en la misma instancia por Copa Libertadores 2022 ante Club Athletico Paranaense. El club y el jugador deciden extender su vínculo por 6 meses más, donde Fabián llega a las 100 presencias con el club, marcando su último gol con la camiseta Pincha el 30 de septiembre de 2022.

### Club Nacional de Football
En enero de 2023, Noguera se muda a Uruguay para sumarse a otro histórico club de Sudamérica, Club Nacional de Football. En el conjunto Bolso debuta oficialmente en la derrota frente a Liverpool por 1-0 correspondiente a la Supercopa Uruguaya. En el torneo Apertura lleva disputados 13 partidos, todos como titular, habiendo debutado en la red con un gol de cabeza en la goleada por 4-0 ante Fénix mientras que en Copa Libertadores 2023 lleva jugados 3 partidos, habiendo marcado el agónico gol del triunfo por 2-1 frente a Deportivo Independiente Medellín en la segunda fecha y el empate, también sobre la hora, frente a Sport Club Internacional en Porto Alegre.

## Clubes
| Club                    | País           | Año         | Partidos | Goles |
| ----------------------- | -------------- | ----------- | -------- | ----- |
| Banfield                | Argentina      | 2012 - 2016 | 98       | 13    |
| Santos                  | Brasil         | 2016 - 2017 | 18       | 2     |
| Estudiantes de La Plata | Argentina      | 2018        | 18       | 2     |
| Gimnàstic               | España         | 2019        | 16       | 0     |
| Ponferradina            | España         | 2019-2020   | 9        | 0     |
| Estudiantes de La Plata | Argentina      | 2021-2022   | 82       | 7     |
| Nacional                | Uruguay        | 2023        | 27       | 3     |
| Abha Club               | Arabia Saudita | 2023-Act.   | 31       | 3     |

## Estadísticas
- Actualizado al 30 de junio de 2023.

| Club                              | Div.          | Temporada     | Liga  | Liga  | Liga   | Copas Nacionales(1) | Copas Nacionales(1) | Copas Nacionales(1) | Torneos Internacionales(2) | Torneos Internacionales(2) | Torneos Internacionales(2) | Amistosos Oficiales(3) | Amistosos Oficiales(3) | Amistosos Oficiales(3) | Total | Total | Total  | Media goleadora(4) |
| Club                              | Div.          | Temporada     | Part. | Goles | Asist. | Part.               | Goles               | Asist.              | Part.                      | Goles                      | Asist.                     | Part.                  | Goles                  | Asist.                 | Part. | Goles | Asist. | Media goleadora(4) |
| --------------------------------- | ------------- | ------------- | ----- | ----- | ------ | ------------------- | ------------------- | ------------------- | -------------------------- | -------------------------- | -------------------------- | ---------------------- | ---------------------- | ---------------------- | ----- | ----- | ------ | ------------------ |
| Banfield Argentina                | 1.ª           | 2014          | 12    | 0     | 1      | 2                   | 2                   | 0                   | -                          | -                          | -                          | -                      | -                      | -                      | 14    | 2     | 1      | 0,14               |
| Banfield Argentina                | 1.ª           | 2015          | 16    | 1     | 0      | 1                   | 0                   | 0                   | -                          | -                          | -                          | -                      | -                      | -                      | 17    | 1     | 0      | 0,05               |
| Banfield Argentina                | 2.ª           | 2012-13       | 27    | 7     | 0      | 2                   | 0                   | 0                   | -                          | -                          | -                          | -                      | -                      | -                      | 29    | 7     | 0      | 0,24               |
| Banfield Argentina                | 2.ª           | 2013-14       | 38    | 3     | 0      | -                   | -                   | -                   | -                          | -                          | -                          | -                      | -                      | -                      | 38    | 3     | 0      | 0,08               |
| Banfield Argentina                | Total club    | Total club    | 93    | 11    | 1      | 5                   | 2                   | 0                   | -                          | -                          | -                          | -                      | -                      | -                      | 98    | 13    | 1      | 0.13               |
| Santos F. C. · Brasil             | 1.ª           | 2016          | 7     | 1     | 0      | -                   | -                   | -                   | -                          | -                          | -                          | 1                      | 1                      | 0                      | 8     | 2     | 0      | 0,25               |
| Santos F. C. · Brasil             | 1.ª           | 2017          | 7     | 0     | 1      | -                   | -                   | -                   | 2                          | 0                          | 0                          | 1                      | 0                      | 0                      | 10    | 0     | 1      | 0                  |
| Santos F. C. · Brasil             | Total club    | Total club    | 14    | 1     | 1      | -                   | -                   | -                   | 2                          | 0                          | 0                          | 2                      | 1                      | 0                      | 18    | 2     | 1      | 0.11               |
| Gimnàstic · España                | 2.ª           | 2018-19       | 16    | 0     | 0      | -                   | -                   | -                   | -                          | -                          | -                          | -                      | -                      | -                      | 16    | 0     | 0      | 0                  |
| Gimnàstic · España                | Total club    | Total club    | 16    | 0     | 0      | -                   | -                   | -                   | -                          | -                          | -                          | -                      | -                      | -                      | 16    | 0     | 0      | 0                  |
| S. D. Ponferradina · España       | 2.ª           | 2019-20       | 7     | 0     | 0      | 2                   | 0                   | 0                   | -                          | -                          | -                          | -                      | -                      | -                      | 9     | 0     | 0      | 0                  |
| S. D. Ponferradina · España       | Total club    | Total club    | 7     | 0     | 0      | 2                   | 0                   | 0                   |                            | -                          | -                          | -                      | -                      | -                      | 9     | 0     | 0      | 0                  |
| Estudiantes de La Plata Argentina | 1.ª           | 2018          | 15    | 2     | 0      | 1                   | 0                   | 0                   | 2                          | 0                          | 0                          | -                      | -                      | -                      | 18    | 2     | 0      | 0.11               |
| Estudiantes de La Plata Argentina | 1.ª           | 2021          | 25    | 4     | 1      | 12                  | 2                   | 0                   | -                          | -                          | -                          | -                      | -                      | -                      | 37    | 6     | 1      | 0.16               |
| Estudiantes de La Plata Argentina | 1.ª           | 2022          | 21    | 1     | 0      | 13                  | 0                   | 0                   | 11                         | 0                          | 0                          | -                      | -                      | -                      | 44    | 1     | 0      | 0.02               |
| Estudiantes de La Plata Argentina | Total club    | Total club    | 61    | 7     | 1      | 26                  | 2                   | 0                   | 13                         | 0                          | 0                          | -                      | -                      | -                      | 100   | 9     | 1      | 0.09               |
| Nacional · Uruguay                | 1.ª           | 2023          | 16    | 1     | 0      | 1                   | 0                   | 0                   | 6                          | 2                          | 0                          | 3                      | 0                      | 0                      | 23    | 3     | 0      | 0.13               |
| Nacional · Uruguay                | Total club    | Total club    | 16    | 1     | 0      | 1                   | 0                   | 0                   | 6                          | 2                          | 0                          | 3                      | 0                      | 0                      | 23    | 3     | 0      | 0.13               |
| Total carrera                     | Total carrera | Total carrera | 207   | 20    | 3      | 34                  | 4                   | 0                   | 21                         | 2                          | 0                          | 5                      | 1                      | 0                      | 262   | 27    | 3      | 0.1                |

(1) Incluye Copa Argentina, Copa de la Liga Profesional, Copa de Brasil y Supercopa Uruguaya.
(2) Incluye Copa Libertadores y Copa Sudamericana.
(3) Incluye amistosos oficiales nacionales e internacionales.
(4) Cantidad de goles dividido la cantidad de partidos oficiales.

## Palmarés

### Campeonatos nacionales
| Título             | Club     | País      | Año     |
| ------------------ | -------- | --------- | ------- |
| Primera B Nacional | Banfield | Argentina | 2013/14 |